# Jan Trefulka
Jan Trefulka (Brno, 15 de maio de 1929 - Brno, 22 de novembro de 2012) foi um jornalista, crítico literário e escritor checo.
Autor de livros como Happiness Rained on Them, (1962), The Criminal Uprising (1978), Seduced and Betrayed (1983), foi anti-comunista após ser expulso do Partido Comunista da Tchecoslováquia, em 1950, juntamente com seu amigo, Milan Kundera e por sofrer censura do regime totalitário, foi um dos que assinaram o manifesta denominado de Carta 77 (elaborada e divulgada em janeiro de 1977), exigindo direitos humanos ao governantes da cortina de ferro.